# Gola Dzierżoniowska
Gola Dzierżoniowska is een plaats in het Poolse district  Dzierżoniowski, woiwodschap Neder-Silezië. De plaats maakt deel uit van de gemeente Niemcza en telt 150 inwoners.
In het dorpje ligt het kasteel van Gola Dzierżoniowska.